# Abidos
Abidos (okzitanisch Avidòs) ist eine französische Gemeinde mit 215 Einwohnern (Stand 1. Januar 2022) im Département Pyrénées-Atlantiques in der Region Nouvelle-Aquitaine. Die Gemeinde gehört zum Arrondissement Pau und zum Kanton Le Cœur de Béarn (bis 2015: Kanton Lagor). Die Bewohner werden Abidosiens genannt.

## Geographie
Die Gemeinde liegt circa 27 Kilometer nordwestlich von Pau. Umgeben wird Abidos von den Nachbargemeinden Lacq im Norden, Os-Marsillon im Südosten, Lagor im Südwesten sowie Mont im Nordwesten.
Abidos liegt im Einzugsgebiet des Flusses Adour und liegt am Zusammenfluss der Bayse mit dem Gave de Pau.

## Geschichte
Der Name der Gemeinde ist gallo-römischen Ursprungs und bedeutet Landgut des Avitus.
Dokumente zeugen vom Ehrenerweis des Raymond Arnaud von Abidos am 4. Februar 1351 an Gaston Fébus. Gleichermaßen Lehnsherren und Äbte des Laienklosters des Ortes genossen die Herren von Abidos Titel und Privilegien des Adels. Ein Hochwasser des Gave du Pau führte zum Abbruch des Schlosses im 19. Jahrhundert. Die Mühle über der Bayse mitsamt ihrem Kanal hingegen konnte erhalten werden.

### Einwohnerentwicklung
| Jahr      | 1968 | 1975 | 1982 | 1990 | 1999 | 2008 | 2022 |
| --------- | ---- | ---- | ---- | ---- | ---- | ---- | ---- |
| Einwohner | 226  | 184  | 187  | 188  | 200  | 233  | 215  |

## Sehenswürdigkeiten

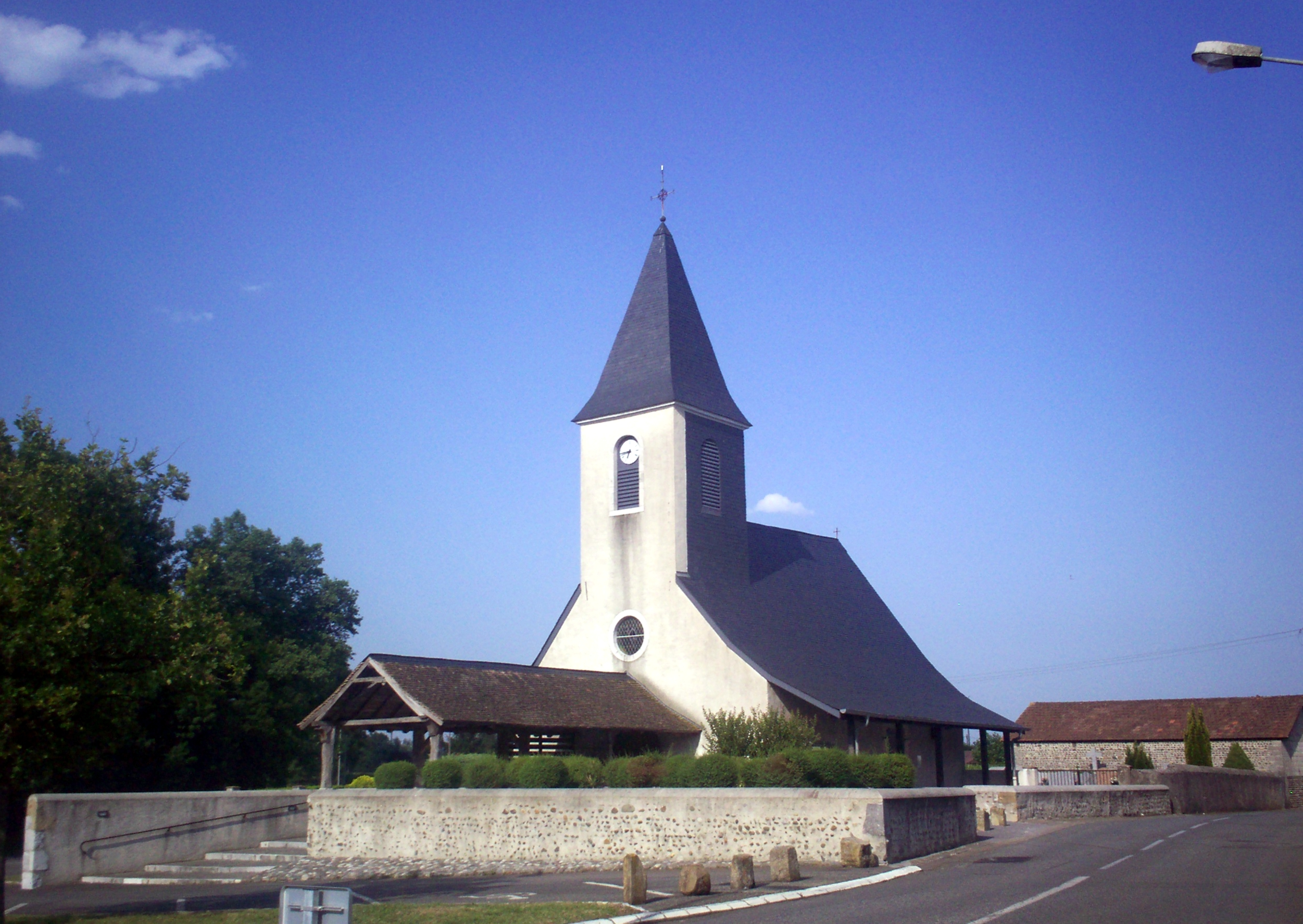
Kirche

- Die Kirche, gewidmet Saturninus von Toulouse, war vormals an ein Laienkloster angeschlossen. Trotz mehrerer Restaurierungsarbeiten am Ende des 20. Jahrhunderts hat das Gebäude seine alte Struktur beibehalten. Eines der Neuerungen der letzten Arbeiten ist die Errichtung einer schmalen, eingeschossigen Vorhalle am Haupteingang. Die Kirche ist u. a. ausgestattet mit einer Marienstatue und einer Statue zu Ehren des Saturninus.
- Die Schule von Abidos ist im Jahre 1886 nach Plänen des Architekten Henri d’Arnaudat erbaut worden, der in der Region berühmt war für seine Rekonstruktionen von Sakralbauten.

## Wirtschaft und Infrastruktur
Abidos liegt in der Zone AOC des Ossau-Iraty, eines traditionell hergestellten Schnittkäses aus Schafmilch

### Verkehr
Abidos ist angeschlossen an die Routes départementales 31 und 33.

## Söhne- und Töchter der Stadt
- François Lacour (1907–1986), Autorennfahrer